# Madden NFL 10
Madden NFL 10 es un videojuego de fútbol americano basado en la National Football League que fue publicado por EA Sports y desarrollado por EA Tiburon. La 21a entrega de la serie Madden NFL, es el primer juego que presenta a dos jugadores en la portada: Troy Polamalu de los Pittsburgh Steelers y Larry Fitzgerald de los Arizona Cardinals, quienes jugaron uno contra el otro la temporada anterior en el Super Bowl XLIII. Fue lanzado en agosto de 2009 para PlayStation 2, PlayStation 3, PlayStation Portable, Wii, Xbox 360 y BlackBerry, y para iOS el 9 de septiembre a través de la App Store.

## Nuevas características

### Jugabilidad
Todas las funciones se aplican a las versiones del juego para PS3 y Xbox 360, a menos que se indique lo contrario a continuación.
- PRO-TAK: nueva tecnología de animación que permite que hasta nueve jugadores participen en tacleadas, capacidad para dirigir tacleadas, un bolsillo más realista alrededor del mariscal de campo causado por un nuevo sistema de bloqueo y acciones de evitación de mariscal de campo.[3]
- Fight for the Fumble (Xbox 360, PS3, PS2, PSP): una acumulación de balón suelto que se activa cuando se produce un balón suelto cerca de dos jugadores. Para hacerse con la posesión, el usuario debe presionar repetidamente una serie de botones que aparecen en la pantalla.[3]
- Nueva filosofía de clasificaciones: las clasificaciones se han reescalado para una diferencia más notable entre los jugadores, y las nuevas clasificaciones, como precisión de lanzamiento profunda, media, corta y lanzamiento en carrera y muchas más, hacen que los estilos de los jugadores sean más realistas.[4]
- Estilo de juego Sim: la velocidad del juego se ha reducido para una experiencia más realista y realista.[5]
- Momento del jugador: aceleración, desaceleración, plantación y velocidades de giro más realistas.[6]
- Mejoras del mariscal de campo: mezcla en capas, nuevas calificaciones de QB y animaciones de QB dropback más realistas.[7]
- Interacción WR / DB: mejor funcionamiento y cobertura de la ruta.[8]
- Diseñador de juegos (PSP): los jugadores pueden crear jugadas y formaciones personalizadas y luego cargarlas directamente en una PlayStation 3.

### Presentación
- Conciencia de procedimiento: sistema que permite a cada jugador seguir de manera realista la pelota con la cabeza, los ojos, el cuello y los hombros.[9]
- Profundidad de campo: sistema totalmente nuevo que no solo mejorará la calidad visual del juego, sino que permitirá una experiencia de transmisión más realista.[10]
- Nuevo sistema de lesiones: el estado / gravedad de las lesiones se retrasa en lugar de ser inmediato para mayor suspenso y realismo, se muestran todas las nuevas animaciones con entrenadores y carritos de lesiones, los jugadores que juegan lesionados tienen sus calificaciones afectadas negativamente y tienen la posibilidad de volver a lesionarse.[11]
- El punto extra: un programa de recapitulación semanal con Fran Charles y Alex Flanagan en modo franquicia.
- Espectáculo de medio tiempo / postjuego: resume las estadísticas y los momentos destacados con Alex Flanagan.
- Presentación del Super Bowl: USAF Thunderbirds y el Himno Nacional, junto con parches del Super Bowl para camisetas y zonas de anotación, líneas laterales y logotipos del mediocampo específicos del equipo.[12]
- Escenas: múltiples escenas previas y posteriores al juego junto con ángulos de cámara, como entrenadores al margen y mariscales de campo hablando por teléfono.
- Nuevos locutores (PSP, PS2, Wii): las versiones del juego para PSP, PS2 y Wii recibieron nuevos locutores en Tom Hammond y Cris Collinsworth. Reemplazaron a Al Michaels y John Madden.[13]
- Pandilla encadenada: la pandilla encadenada sale en una llamada cercana para un primer intento. Si no es un primer intento exitoso, el árbitro señalará cuánto queda. Si tiene éxito, el árbitro señalará la zona de anotación del equipo, como en la vida real.

### Otro
- Modo superestrella: más sencillo. Se eliminaron aspectos como mensajes y entrevistas.
- Modo de franquicia mejorado: progresión y regresión mejoradas, lógica de firma de temporada baja, lógica de draft (los jugadores serán elegidos según las necesidades del equipo) y clases de draft creadas previamente y más. Incluye el nuevo "Punto Extra". [dieciséis]
- Nuevas funciones de creación: nuevos accesorios como toallas QB, máscaras faciales adicionales, calentadores de manos, guantes nuevos, brazaletes y más.
- Además de la ofensiva salvaje (Xbox 360, PS3, PSP, PS2, Wii): los jugadores ahora pueden ejecutar la ofensiva salvaje.[14]
- Animaciones de estilo de lanzamiento de mariscales de campo exclusivas: estilos de lanzamiento exclusivos para mariscales de campo, solo mariscales de campo que son los mariscales de campo iniciales o seleccionados en el draft por defecto en el juego.
- Estilos de patadas exclusivos: diferentes estilos de patadas.
- Uniformes : capacidad de mezclar y combinar uniformes con una vista previa en 3D del uniforme durante la edición. Permitir a los jugadores personalizar las camisetas de los equipos.
- Reloj acelerado: el tiempo transcurrido automáticamente desde el reloj después de la reunión. Devuelto de la versión de Windows de Madden 2008. Similar a Chew Clock en NCAA Football 10.
- Códigos de trucos (Wii): por primera vez desde Madden NFL 07, se ha implementado un sistema de códigos de trucos para desbloquear contenido como el modo franquicia y el estadio Super Bowl XLIV.

## Portada
Por primera vez en la serie Madden NFL, la portada presenta a dos jugadores: Troy Polamalu de los Pittsburgh Steelers y Larry Fitzgerald de los Arizona Cardinals. Ambos jugadores participaron en el Super Bowl XLIII. En la versión de Wii del juego, se pueden ver varios jugadores de los Cardinals en segundo plano.
En el juego de inicio de la NFL contra los Tennessee Titans, Polamalu se torció el MCL mientras bloqueaba un intento de gol de campo , lo que le hizo perderse la mayor parte de la temporada. La lesión de Polamalu se ha relacionado con la continuación de la popular Maldición de Madden que afecta a los jugadores inmediatamente después de aparecer en la portada de Madden. Fitzgerald, sin embargo, tuvo una temporada fuerte, registrando 13 touchdowns, la mayor cantidad de su carrera, y ganando honores de Pro Bowl.

## Actualizaciones del Roster
Las actualizaciones del roster se publicaron casi todas las semanas durante la temporada de fútbol de 2009 y son necesarias para jugar en línea. Básicamente son cambios en las tablas de profundidad del equipo y actualizaciones de estadísticas de jugadores.
Los jugadores de la reserva lesionada todavía se pueden usar en partidas clasificatorias.
Michael Vick y Brett Favre originalmente no fueron colocados en las listas de los Philadelphia Eagles y Minnesota Vikings, debido a varias razones. Para recibir los personajes, el usuario debe tener una conexión a Internet y actualizar sus listas en línea con su consola específica, ya sea Xbox Live o PlayStation Online Network. Para los usuarios de Xbox, no es necesario tener una cuenta Gold de pago en línea, aún se pueden obtener las actualizaciones de la lista con la cuenta Silver en línea gratuita.

## AFL Legacy Pack
A la luz de la celebración del 50 aniversario de la Liga de fútbol americano, el 24 de septiembre el AFL Legacy Pack estuvo disponible como contenido descargable en Xbox Live Marketplace y PlayStation Network.
El paquete incluye uniformes de retroceso para los Buffalo Bills, New England Patriots (Boston Patriots), Tennessee Titans (Houston Oilers), San Diego Chargers, Oakland Raiders, Kansas City Chiefs (Dallas Texans), Denver Broncos y New York Jets (Titans of Nueva York), además, los juegos se pueden jugar en una cámara de transmisión de grano de película AFL clásica, los uniformes de los árbitros son retrocesos anaranjados al estilo de la AFL y los logotipos del equipo en el campo son de la vieja escuela. El AFL Legacy Pack también proporciona un nuevo conjunto de logros específicos de AFL Madden Moments y AFL Legacy Pack con una ganancia total de 150 puntos. Este "modo AFL" ha recibido mucha aprobación.

## Madden Ultimate Team
Madden Ultimate Team, también conocido como "MUT" (pronunciado: "mutt") es un modo de juego lanzado el 7 de enero de 2010. En este modo, los usuarios pueden formar un equipo comprando paquetes de jugador. Estos paquetes se compran con monedas que se obtienen al ganar un juego, marcar un touchdown, etc. También se pueden comprar con dinero real a través de las cuentas de PlayStation Network o Xbox Live del usuario. A medida que el usuario gana más monedas, puede comprar mejores paquetes de jugadores y, finalmente, construir su "Ultimate Team".
Este modo ha recibido comentarios negativos con respecto a los 'Contratos de jugador' que se adjuntan a cada 'Tarjeta de jugador'. Cuando se compran, las 'Tarjetas de jugador' tienen un contrato de 10 partidos; esto se reduce en 1 en cada juego (incluso si se debe a una desconexión). La reposición de un contrato en una 'Tarjeta de jugador' se realiza mediante una tarjeta de contrato que se compra con monedas. Por lo tanto, es extremadamente difícil mantener un buen equipo "en contrato" sin gastar dinero real. También es posible estar en una posición en la que tenga una cantidad baja de monedas y no haya suficientes jugadores para jugar 'Madden Ultimate Team', a menos que desee gastar dinero real para comprar tarjetas de contrato para reponer los contratos de sus jugadores, o para comprar nuevos paquetes con: para intentar llenar las posiciones vacías del equipo que le impiden jugar el modo.

## Madden NFL Arcade
EA Sports lanzó Madden NFL Arcade como título descargable a través de las redes PSN Store y Xbox Live Marketplace el 24 de noviembre respectivamente. El juego es un juego de fútbol estilo arcade de cinco contra cinco similar al NFL Blitz de Midway , con los 32 equipos y estadios de la NFL.
El juego incluye "Game Changers", que son similares a los "Game Breakers" de NFL Street . Hay 13 Game Changers, y los jugadores tienen la oportunidad de ganar un Game Breaker antes de cada juego, y pueden usarlo en ese instante o retenerlo para usarlo más tarde.

## Recepción

### Madden NFL 10
Madden NFL 10 tuvo una recepción de positivo a promedio. GameRankings y Metacritic le dieron una puntuación de 86,51% y 85 sobre 100 para la versión Xbox 360; 85,55% y 85 sobre 100 para la versión PlayStation 3; 81,88% para la versión iOS; 79,50% y 80 sobre 100 para la versión PSP; 77,17% y 77 sobre 100 para la versión de Wii; y 71,50% y 68 de 100 para la versión de PlayStation 2.

### Madden NFL Arcade
Madden NFL Arcade tuvo una recepción de media a mixta tras su lanzamiento. GameRankings y Metacritic le dieron una puntuación de 71% y 66 sobre 100 para la versión Xbox 360, y 65% y 60 sobre 100 para la versión PlayStation 3.